# Sonderkommando K
Sonderkommando K war der Deckname für ein geplantes Unternehmen der SS und der Forschungsgemeinschaft Deutsches Ahnenerbe zur „rassenkundlichen“ und wehrwissenschaftlichen Totalerforschung des Kaukasus. Der Rückzug der deutschen Wehrmacht und ihrer Verbündeten infolge der Niederlage bei Stalingrad vereitelte den Plan.

## Ziele und Vorbereitungen
Auf dem Höhepunkt der deutschen Sommeroffensive in Südrussland erließ Heinrich Himmler am 10. August 1942 den Befehl zu einer wehrwissenschaftlichen Expedition in den Kaukasus. Die Führung sollte der deutsche Zoologe Ernst Schäfer übernehmen, der seit 1933 der SS angehörte und die Deutsche Tibet-Expedition 1938/39 geleitet hatte. Als Leiter der Abteilung für Innerasienforschung und Expeditionen der Forschungsgemeinschaft Deutsches Ahnenerbe legte Schäfer einen Expeditionsplan vor. Der Plan, eine Mischung aus Aufklärungsoperation und Massenerfassung, enthielt die Aufgabenfelder Erde, Mensch, Pflanze und Tier. Schäfer wollte damit ein ganzheitliches Konzept einer interdisziplinären Erfassung ganzer Natur- und Kulturräume demonstrieren. Den Schwerpunkt bildeten aber die Kategorisierungen der kaukasischen Bergvölker im Rahmen der nationalsozialistischen Rassenideologie. Diesen zentralen Bestandteil des Unternehmens sollte ein Team aus neun Anthropologen in der Verantwortung von Bruno Beger durchführen. Schäfer bat um eine Militäreskorte von 45 Soldaten, Baracken für 100 Personen, 30 Volkswagen, 100 Lkw, Motorräder, Fernschreiber und ein Flugzeug des Typs Fieseler Storch. Für Beger – später im Zusammenhang mit der Straßburger Schädelsammlung angeklagt – wurden Skalpelle und „Fleischmaschinen“ angefordert.

## Ende des Vorhabens
Im Spätsommer 1942 begann Schäfer das Personal auszuwählen, als von Himmlers Hauptquartier in der Ukraine die Nachricht kam, Schäfers Forderungen seien aktuell „unerfüllbar“. Die zur Eroberung des Kaukasus eingesetzte Heeresgruppe A kam im November 1942 aus Kräftemangel sowie aufgrund des sowjetischen Widerstands zum Stehen und zog sich ab Januar 1943 zurück. Am 4. Februar 1943 – zwei Tage nach der Kapitulation der Nordgruppe der 6. Armee bei Stalingrad – schrieb Himmler an Schäfer in einem persönlichen Brief, das Sonderkommando K sei bei der herrschenden militärischen Lage ausgeschlossen. Die abgestellten Mannschaften würden anderweitig Verwendung finden. Auf dem Papier wurde das Unternehmen als Waffen-SS-Sonderkommando K jedoch noch bis zum Jahresende 1944 aufrechterhalten, um die Rückschläge zu kaschieren und die ausgewählten Personen vom Frontdienst freizustellen.

## Vorgesehene Teilnehmer (Auswahl)
- Bruno Beger (Anthropologe, Vize-Leiter)
- Hans Fleischhacker (Anthropologe)
- Günther Niethammer (Ornithologe)
- Ernst Schäfer (Zoologe, Leiter)
- Heinrich Rübel (Anthropologe)